# ناحیه الین، شهرستان لاسال، ایلینوی
شهرستان الین، بخش لاسال، ایلینواز (به انگلیسی: Allen Township, LaSalle County, Illinois) یک منطقهٔ مسکونی در ایالات متحده آمریکا است که در ایلی‌نوی واقع شده‌است.

## خصوصیات
شهرستان الین ۵۸۴ نفر جمعیت دارد و ۲۱۱ متر بالاتر از سطح دریا واقع شده‌است.